# IPLACE
iPLACE 是一座新式工業大廈，位於葵涌青山公路葵涌段301-305號的工業大廈，樓高23層。大廈前身是麗新工業大廈。2009年，原業主以3900萬港元購入大廈後拆卸。2012年，金朝陽集團以1.28億港元購入面積約1.3萬方呎的地皮。根據規劃，可重建逾12.35萬方呎工廈同年向土地註冊處註冊「已簽立的特別豁免書個案」，准許土地作「商店及服務業」用途。
2015年2月，金朝陽集團以樓花方式拆售iPLACE，每層分間18個單位，合共提供322伙單位，面積介乎342至646平方呎，套現近10億港元，買家本地投資客為主。

## 特色
大廈每個單位樓底12呎高，提供獨立洗手間和分體式冷氣。同時有24小時管理服務。

## 問題
2019年5月，有傳媒發現iPlace地契列明屬「非住宅項目」，只能用作非厭惡性工業用途。但有單位違規改作酒店用途，在酒店價格網站出現，套房每晚927元起。而大廈大堂亦貼出通告，表明業主不能把單位用作住宅用途。

## 交通
由港鐵葵興站步行到iPlace需時約15分鐘。

## 外部連結
- iPLACE網頁（页面存档备份，存于）